# Férfi jégkorongtorna a 2014. évi téli olimpiai játékokon
A 2014. évi téli olimpiai játékokon a férfi jégkorongtornát Szocsi két csarnokában rendezték meg február 8. és 23. között. A tornán 12 csapat vett részt. Az aranyérmet a kanadai csapat nyerte.

## Résztvevők
A tornán a Nemzetközi Jégkorongszövetség által készített 2012-es világranglista első kilenc helyezettje, valamint a három olimpiai selejtezőtorna győztesei vehetett részt.

## Lebonyolítás
A tizenkét csapatot három darab négyes csoportba osztották be a 2012-es világranglista alapján. Zárójelben a csapat világranglistán elfoglalt helyezése olvasható, ami meghatározta csoportbeli elhelyezésüket.

## Csoportkör
| A csoport                                                                                           | B csoport                                                                              | C csoport                                                                                 |
| --------------------------------------------------------------------------------------------------- | -------------------------------------------------------------------------------------- | ----------------------------------------------------------------------------------------- |
| Oroszország (RUS) (1.) · Szlovákia (SVK) (6.) · Egyesült Államok (USA) (7.) · Szlovénia (SLO) (18.) | Finnország (FIN) (2.) · Kanada (CAN) (5.) · Norvégia (NOR) (8.) · Ausztria (AUT) (15.) | Csehország (CZE) (3.) · Svédország (SWE) (4.) · Svájc (SUI) (9.) · Lettország (LAT) (11.) |

A csoportkörben körmérkőzéseket játszottak a csapatok. Ezt követően a csapatokat rangsorolták. A három csoportgyőztes és a legjobb második helyezett közvetlenül a negyeddöntőbe jutott. A többi csapatnak egy mérkőzést kellett játszaniuk a negyeddöntőbe jutásért.
Az időpontok moszkvai idő szerint (UTC+4), zárójelben magyar idő szerint (UTC+1) olvashatóak.

### A csoport
| Hely. | Csapat                 | M | Gy | HGy | HV | V | G+ | G– | Gk  | P | Továbbjutás |
| ----- | ---------------------- | - | -- | --- | -- | - | -- | -- | --- | - | ----------- |
| 1.    | Egyesült Államok (USA) | 3 | 2  | 1   | 0  | 0 | 15 | 4  | +11 | 8 | Negyeddöntő |
| 2.    | Oroszország (RUS)      | 3 | 1  | 1   | 1  | 0 | 8  | 5  | +3  | 6 | Rájátszás   |
| 3.    | Szlovénia (SVN)        | 3 | 1  | 0   | 0  | 2 | 6  | 11 | −5  | 3 | Rájátszás   |
| 4.    | Szlovákia (SVK)        | 3 | 0  | 0   | 1  | 2 | 2  | 11 | −9  | 1 | Rájátszás   |

| 2014. február 13. 16:30 (13:30) | Oroszország (RUS) | 5–2 (2–0, 1–2, 2–0) | Szlovénia (SLO) | Bolsoj Jégcsarnok, Szocsi Nézőszám: 11,653 |

| Jegyzőkönyv | Jegyzőkönyv      | Jegyzőkönyv                                | Jegyzőkönyv    | Jegyzőkönyv                                                                          |
| --- | ---------------- | ------------------------------------------ | -------------- | ------------------------------------------------------------------------------------ |
| | Szemjon Varlamov | Kapusok                                    | Robert Kristan | Játékvezetők: Dave Jackson Vladimír Šindler Vonalbírók: Lonnie Cameron Chris Carlson |
| \| A. Ovecskin (J. Malkin, A. Szjomin) – 01:17 \| 1–0 \| \| \| J. Malkin (A. Ovecskin, J. Medvegyev) – 03:54 \| 2–0 \| \| \| \| 2–1 \| 21:43 – Ž. Jeglič (M. Robar) \| \| I. Kovalcsuk (J. Malkin, A. Radulov) (PP1) – 37:48 \| 3–1 \| \| \| \| 3–2 \| 38:52 – Ž. Jeglič (R. Sabolič, A. Kopitar) \| \| V. Nyicsuskin (A. Tyerescsenko) – 43:59 \| 4–2 \| \| \| A. Belov (Ny. Nyikityin, A. Tyerescsenko) – 43:59 \| 5–2 \| \| |                  |                                            |                | Játékvezetők: Dave Jackson Vladimír Šindler Vonalbírók: Lonnie Cameron Chris Carlson |
| 6 perc | Büntetések       | 6 perc                                     |                | Játékvezetők: Dave Jackson Vladimír Šindler Vonalbírók: Lonnie Cameron Chris Carlson |
| 35 | Lövések          | 14                                         |                | Játékvezetők: Dave Jackson Vladimír Šindler Vonalbírók: Lonnie Cameron Chris Carlson |
| A. Ovecskin (J. Malkin, A. Szjomin) – 01:17 | 1–0              |                                            |                | Játékvezetők: Dave Jackson Vladimír Šindler Vonalbírók: Lonnie Cameron Chris Carlson |
| J. Malkin (A. Ovecskin, J. Medvegyev) – 03:54 | 2–0              |                                            |                | Játékvezetők: Dave Jackson Vladimír Šindler Vonalbírók: Lonnie Cameron Chris Carlson |
| | 2–1              | 21:43 – Ž. Jeglič (M. Robar)               |                | Játékvezetők: Dave Jackson Vladimír Šindler Vonalbírók: Lonnie Cameron Chris Carlson |
| I. Kovalcsuk (J. Malkin, A. Radulov) (PP1) – 37:48 | 3–1              |                                            |                |                                                                                      |
| | 3–2              | 38:52 – Ž. Jeglič (R. Sabolič, A. Kopitar) |                |                                                                                      |
| V. Nyicsuskin (A. Tyerescsenko) – 43:59 | 4–2              |                                            |                |                                                                                      |
| A. Belov (Ny. Nyikityin, A. Tyerescsenko) – 43:59 | 5–2              |                                            |                |                                                                                      |

| 2014. február 13. 16:30 (13:30) | Szlovákia (SVK) | 1–7 (0–1, 1–6, 0–0) | Egyesült Államok (USA) | Sajba Aréna, Szocsi Nézőszám: 4119 |

| Jegyzőkönyv | Jegyzőkönyv                | Jegyzőkönyv                                     | Jegyzőkönyv    | Jegyzőkönyv                                                                      |
| --- | -------------------------- | ----------------------------------------------- | -------------- | -------------------------------------------------------------------------------- |
| | Jaroslav Halák Peter Budaj | Kapusok                                         | Jonathan Quick | Játékvezetők: Antonín Jeřábek Kevin Pollock Vonalbírók: Mark Wheler Jesse Wilmot |
| \| \| 0–1 \| 14:27 – J. Carlson (P. Kessel, J. van Riemsdyk) \| \| T. Tatar (M. Hossa) – 20:24 \| 1–1 \| \| \| \| 1–2 \| 21:26 – R. Kesler (P. Kane) \| \| \| 1–3 \| 22:32 – P. Stastny (M. Pacioretty, T. J. Oshie) \| \| \| 1–4 \| 28:16 – D. Backes (P. Kessel) \| \| \| 1–5 \| 33:30 – P. Stastny (K. Shatternik, T. J. Oshie) \| \| \| 1–6 \| 34:20 – P. Kessel (R. Kesler, J. van Riemsdyk) \| \| \| 1–7 \| 35:17 – D. Brown (J. Carlson, P.Kane) \| |                            |                                                 |                | Játékvezetők: Antonín Jeřábek Kevin Pollock Vonalbírók: Mark Wheler Jesse Wilmot |
| 4 perc | Büntetések                 | 2 perc                                          |                | Játékvezetők: Antonín Jeřábek Kevin Pollock Vonalbírók: Mark Wheler Jesse Wilmot |
| 23 | Lövések                    | 33                                              |                | Játékvezetők: Antonín Jeřábek Kevin Pollock Vonalbírók: Mark Wheler Jesse Wilmot |
| | 0–1                        | 14:27 – J. Carlson (P. Kessel, J. van Riemsdyk) |                | Játékvezetők: Antonín Jeřábek Kevin Pollock Vonalbírók: Mark Wheler Jesse Wilmot |
| T. Tatar (M. Hossa) – 20:24 | 1–1                        |                                                 |                | Játékvezetők: Antonín Jeřábek Kevin Pollock Vonalbírók: Mark Wheler Jesse Wilmot |
| | 1–2                        | 21:26 – R. Kesler (P. Kane)                     |                | Játékvezetők: Antonín Jeřábek Kevin Pollock Vonalbírók: Mark Wheler Jesse Wilmot |
| | 1–3                        | 22:32 – P. Stastny (M. Pacioretty, T. J. Oshie) |                |                                                                                  |
| | 1–4                        | 28:16 – D. Backes (P. Kessel)                   |                |                                                                                  |
| | 1–5                        | 33:30 – P. Stastny (K. Shatternik, T. J. Oshie) |                |                                                                                  |
| | 1–6                        | 34:20 – P. Kessel (R. Kesler, J. van Riemsdyk)  |                |                                                                                  |
| | 1–7                        | 35:17 – D. Brown (J. Carlson, P.Kane)           |                |                                                                                  |

| 2014. február 15. 12:00 (9:00) | Szlovákia (SVK) | 1–3 (0–0, 0–0, 1–3) | Szlovénia (SLO) | Bolsoj Jégcsarnok, Szocsi Nézőszám: 7438 |

| Jegyzőkönyv | Jegyzőkönyv    | Jegyzőkönyv                                    | Jegyzőkönyv    | Jegyzőkönyv                                                                       |
| --- | -------------- | ---------------------------------------------- | -------------- | --------------------------------------------------------------------------------- |
| | Jaroslav Halák | Kapusok                                        | Robert Kristan | Játékvezetők: Konsztantyin Olenyin Tim Peel Vonalbírók: Derek Amell Ivan Gyedovla |
| \| \| 0–1 \| 43:23 – R. Tičar (Ž. Jeglič, R. Sabolič) (PP1) \| \| \| 0–2 \| 48:59 – T. Razingar (J. Urbas, D. Rodman) \| \| \| 0–3 \| 49:22 – A. Kopitar (J. Muršak) \| \| T. Jurčo (T. Záborský, Z. Chára) (PP1) – 59:42 \| 1–3 \| \| |                |                                                |                | Játékvezetők: Konsztantyin Olenyin Tim Peel Vonalbírók: Derek Amell Ivan Gyedovla |
| 8 perc | Büntetések     | 10 perc                                        |                | Játékvezetők: Konsztantyin Olenyin Tim Peel Vonalbírók: Derek Amell Ivan Gyedovla |
| 28 | Lövések        | 31                                             |                | Játékvezetők: Konsztantyin Olenyin Tim Peel Vonalbírók: Derek Amell Ivan Gyedovla |
| | 0–1            | 43:23 – R. Tičar (Ž. Jeglič, R. Sabolič) (PP1) |                | Játékvezetők: Konsztantyin Olenyin Tim Peel Vonalbírók: Derek Amell Ivan Gyedovla |
| | 0–2            | 48:59 – T. Razingar (J. Urbas, D. Rodman)      |                | Játékvezetők: Konsztantyin Olenyin Tim Peel Vonalbírók: Derek Amell Ivan Gyedovla |
| | 0–3            | 49:22 – A. Kopitar (J. Muršak)                 |                | Játékvezetők: Konsztantyin Olenyin Tim Peel Vonalbírók: Derek Amell Ivan Gyedovla |
| T. Jurčo (T. Záborský, Z. Chára) (PP1) – 59:42 | 1–3            |                                                |                |                                                                                   |

| 2014. február 15. 16:30 (13:30) | Egyesült Államok (USA) | 3–2 (sz.) (0–0, 1–1, 1–1) (h.u.: 0–0) (sz.: 1–0) | Oroszország (RUS) | Bolsoj Jégcsarnok, Szocsi Nézőszám: 11 678 |

| Jegyzőkönyv | Jegyzőkönyv    | Jegyzőkönyv                                                                                 | Jegyzőkönyv         | Jegyzőkönyv                                                                       |
| --- | -------------- | ------------------------------------------------------------------------------------------- | ------------------- | --------------------------------------------------------------------------------- |
| | Jonathan Quick | Kapusok                                                                                     | Szergej Bobrovszkij | Játékvezetők: Brad Meier Marcus Vinnerborg Vonalbírók: Greg Devorski Jesse Wilmot |
| \| \| 0–1 \| 29:15 – P. Dacjuk (A. Markov, A. Radulov) \| \| C. Fowler (J. van Riemsdyk, P. Kessel) (PP1) – 36:34 \| 1–1 \| \| \| J. Pavelski (P. Kane, K. Shatternik) (PP1) – 49:27 \| 2–1 \| \| \| \| 2–2 \| 52:44 – P. Dacjuk (A. Markov) (PP1) \| |                |                                                                                             |                     | Játékvezetők: Brad Meier Marcus Vinnerborg Vonalbírók: Greg Devorski Jesse Wilmot |
| T. J. Oshie J. van Riemsdyk J. Pavelski T. J. Oshie | Szétlövés      | J. Malkin P. Dacjuk I. Kovalcsuk I. Kovalcsuk P. Dacjuk I. Kovalcsuk P. Dacjuk I. Kovalcsuk |                     | Játékvezetők: Brad Meier Marcus Vinnerborg Vonalbírók: Greg Devorski Jesse Wilmot |
| 12 perc | Büntetések     | 10 perc                                                                                     |                     | Játékvezetők: Brad Meier Marcus Vinnerborg Vonalbírók: Greg Devorski Jesse Wilmot |
| 33 | Lövések        | 31                                                                                          |                     | Játékvezetők: Brad Meier Marcus Vinnerborg Vonalbírók: Greg Devorski Jesse Wilmot |
| | 0–1            | 29:15 – P. Dacjuk (A. Markov, A. Radulov)                                                   |                     | Játékvezetők: Brad Meier Marcus Vinnerborg Vonalbírók: Greg Devorski Jesse Wilmot |
| C. Fowler (J. van Riemsdyk, P. Kessel) (PP1) – 36:34 | 1–1            |                                                                                             |                     | Játékvezetők: Brad Meier Marcus Vinnerborg Vonalbírók: Greg Devorski Jesse Wilmot |
| J. Pavelski (P. Kane, K. Shatternik) (PP1) – 49:27 | 2–1            |                                                                                             |                     |                                                                                   |
| | 2–2            | 52:44 – P. Dacjuk (A. Markov) (PP1)                                                         |                     |                                                                                   |

| 2014. február 16. 16:30 (13:30) | Oroszország (RUS) | 1–0 (sz.) (0–0, 0–0, 0–0) (h.u.: 0–0) (sz.: 1–0) | Szlovákia (SVK) | Bolsoj Jégcsarnok, Szocsi Nézőszám: 11 097 |

| Jegyzőkönyv             | Jegyzőkönyv      | Jegyzőkönyv         | Jegyzőkönyv | Jegyzőkönyv                                                                           |
| ----------------------- | ---------------- | ------------------- | ----------- | ------------------------------------------------------------------------------------- |
|                         | Szemjon Varlamov | Kapusok             | Ján Laco    | Játékvezetők: Lars Brüggemann Kelly Sutherland Vonalbírók: Chris Carlson Andy McElman |
|                         |                  |                     |             | Játékvezetők: Lars Brüggemann Kelly Sutherland Vonalbírók: Chris Carlson Andy McElman |
| A. Radulov I. Kovalcsuk | Szétlövés        | M. Handzuš T. Tatar |             | Játékvezetők: Lars Brüggemann Kelly Sutherland Vonalbírók: Chris Carlson Andy McElman |
| 4 perc                  | Büntetések       | 10 perc             |             | Játékvezetők: Lars Brüggemann Kelly Sutherland Vonalbírók: Chris Carlson Andy McElman |
| 37                      | Lövések          | 27                  |             | Játékvezetők: Lars Brüggemann Kelly Sutherland Vonalbírók: Chris Carlson Andy McElman |

| 2014. február 16. 16:30 (13:30) | Szlovénia (SLO) | 1–5 (0–2, 0–2, 1–1) | Egyesült Államok (USA) | Sajba Aréna, Szocsi Nézőszám: 4892 |

| Jegyzőkönyv | Jegyzőkönyv  | Jegyzőkönyv                                      | Jegyzőkönyv | Jegyzőkönyv                                                                |
| --- | ------------ | ------------------------------------------------ | ----------- | -------------------------------------------------------------------------- |
| | Luka Gračnar | Kapusok                                          | Ryan Miller | Játékvezetők: Mike Leggo Jyri Rönn Vonalbírók: Miroslav Valach Mark Wheler |
| \| \| 0–1 \| 01:04 – P. Kessel (J. Pavelski) \| \| \| 0–2 \| 04:33 – P. Kessel (J. Pavelski, B. Orpik) \| \| \| 0–3 \| 31:05 – P. Kessel (J. van Riemsdyk, J. Pavelski) \| \| \| 0–4 \| 32:17 – R. McDonagh (B. Wheeler, T. Oshie) \| \| \| 0–5 \| 43:26 – D. Backes (R. Callahan, D. Brown) \| \| M. Rodman (D. Rodman, J. Urbas) – 59:42 \| 1–5 \| \| |              |                                                  |             | Játékvezetők: Mike Leggo Jyri Rönn Vonalbírók: Miroslav Valach Mark Wheler |
| 4 perc | Büntetések   | 6 perc                                           |             | Játékvezetők: Mike Leggo Jyri Rönn Vonalbírók: Miroslav Valach Mark Wheler |
| 18 | Lövések      | 28                                               |             | Játékvezetők: Mike Leggo Jyri Rönn Vonalbírók: Miroslav Valach Mark Wheler |
| | 0–1          | 01:04 – P. Kessel (J. Pavelski)                  |             | Játékvezetők: Mike Leggo Jyri Rönn Vonalbírók: Miroslav Valach Mark Wheler |
| | 0–2          | 04:33 – P. Kessel (J. Pavelski, B. Orpik)        |             | Játékvezetők: Mike Leggo Jyri Rönn Vonalbírók: Miroslav Valach Mark Wheler |
| | 0–3          | 31:05 – P. Kessel (J. van Riemsdyk, J. Pavelski) |             | Játékvezetők: Mike Leggo Jyri Rönn Vonalbírók: Miroslav Valach Mark Wheler |
| | 0–4          | 32:17 – R. McDonagh (B. Wheeler, T. Oshie)       |             |                                                                            |
| | 0–5          | 43:26 – D. Backes (R. Callahan, D. Brown)        |             |                                                                            |
| M. Rodman (D. Rodman, J. Urbas) – 59:42 | 1–5          |                                                  |             |                                                                            |

### B csoport
| Hely. | Csapat           | M | Gy | HGy | HV | V | G+ | G– | Gk | P | Továbbjutás |
| ----- | ---------------- | - | -- | --- | -- | - | -- | -- | -- | - | ----------- |
| 1.    | Kanada (CAN)     | 3 | 2  | 1   | 0  | 0 | 11 | 2  | +9 | 8 | Negyeddöntő |
| 2.    | Finnország (FIN) | 3 | 2  | 0   | 1  | 0 | 15 | 7  | +8 | 7 | Negyeddöntő |
| 3.    | Ausztria (AUT)   | 3 | 1  | 0   | 0  | 2 | 7  | 15 | −8 | 3 | Rájátszás   |
| 4.    | Norvégia (NOR)   | 3 | 0  | 0   | 0  | 3 | 3  | 12 | −9 | 0 | Rájátszás   |

| 2014. február 13. 12:00 (9:00) | Finnország (FIN) | 8–4 (4–2, 2–0, 2–2) | Ausztria (AUT) | Bolsoj Jégcsarnok, Szocsi Nézőszám: 5664 |

| Jegyzőkönyv | Jegyzőkönyv | Jegyzőkönyv                              | Jegyzőkönyv        | Jegyzőkönyv                                                                     |
| --- | ----------- | ---------------------------------------- | ------------------ | ------------------------------------------------------------------------------- |
| | Tuukka Rask | Kapusok                                  | Bernhard Starkbaum | Játékvezetők: Daniel Piechazek Ian Walsh Vonalbírók: Tommy George Brad Kovachik |
| \| \| 0–1 \| 00:36 – M. Grabner (M. Raffl) \| \| M. Granlund (T. Selänne, S. Vatanen) – 05:15 \| 1–1 \| \| \| \| 1–2 \| 09:19 – T. Hundertpfund (T. Vanek) \| \| S. Lepistö (J. Jokinen, T. Ruutu) – 11:23 \| 2–2 \| \| \| O. Määttä (O. Jokinen) – 19:25 \| 3–2 \| \| \| J. Immonen (J. Lehterä, O. Väänänen) – 19:33 \| 4–2 \| \| \| J. Jokinen (P. Kontiola) – 21:43 \| 5–2 \| \| \| P. Kontiola (M. Granlund) – 32:10 \| 6–2 \| \| \| \| 6–3 \| 41:29 – M. Grabner (B. Lebler, M. Raffl) \| \| J. Immonen (A. Barkov, S. Vatanen) (PP1) – 51:25 \| 7–3 \| \| \| \| 7–4 \| 54:22 – M. Grabner \| \| M. Granlund (K. Timonen, S. Vatanen) (PP1) – 58:25 \| 8–4 \| \| |             |                                          |                    | Játékvezetők: Daniel Piechazek Ian Walsh Vonalbírók: Tommy George Brad Kovachik |
| 4 perc | Büntetések  | 10 perc                                  |                    | Játékvezetők: Daniel Piechazek Ian Walsh Vonalbírók: Tommy George Brad Kovachik |
| 52 | Lövések     | 20                                       |                    | Játékvezetők: Daniel Piechazek Ian Walsh Vonalbírók: Tommy George Brad Kovachik |
| | 0–1         | 00:36 – M. Grabner (M. Raffl)            |                    | Játékvezetők: Daniel Piechazek Ian Walsh Vonalbírók: Tommy George Brad Kovachik |
| M. Granlund (T. Selänne, S. Vatanen) – 05:15 | 1–1         |                                          |                    | Játékvezetők: Daniel Piechazek Ian Walsh Vonalbírók: Tommy George Brad Kovachik |
| | 1–2         | 09:19 – T. Hundertpfund (T. Vanek)       |                    | Játékvezetők: Daniel Piechazek Ian Walsh Vonalbírók: Tommy George Brad Kovachik |
| S. Lepistö (J. Jokinen, T. Ruutu) – 11:23 | 2–2         |                                          |                    |                                                                                 |
| O. Määttä (O. Jokinen) – 19:25 | 3–2         |                                          |                    |                                                                                 |
| J. Immonen (J. Lehterä, O. Väänänen) – 19:33 | 4–2         |                                          |                    |                                                                                 |
| J. Jokinen (P. Kontiola) – 21:43 | 5–2         |                                          |                    |                                                                                 |
| P. Kontiola (M. Granlund) – 32:10 | 6–2         |                                          |                    |                                                                                 |
| | 6–3         | 41:29 – M. Grabner (B. Lebler, M. Raffl) |                    |                                                                                 |
| J. Immonen (A. Barkov, S. Vatanen) (PP1) – 51:25 | 7–3         |                                          |                    |                                                                                 |
| | 7–4         | 54:22 – M. Grabner                       |                    |                                                                                 |
| M. Granlund (K. Timonen, S. Vatanen) (PP1) – 58:25 | 8–4         |                                          |                    |                                                                                 |

| 2014. február 13. 21:00 (18:00) | Kanada (CAN) | 3–1 (0–0, 2–0, 1–1) | Norvégia (NOR) | Bolsoj Jégcsarnok, Szocsi Nézőszám: 10 261 |

| Jegyzőkönyv | Jegyzőkönyv | Jegyzőkönyv                          | Jegyzőkönyv | Jegyzőkönyv                                                                         |
| --- | ----------- | ------------------------------------ | ----------- | ----------------------------------------------------------------------------------- |
| | Carey Price | Kapusok                              | Lars Haugen | Játékvezetők: Mike Leggo Marcus Vinnerborg Vonalbírók: Andy McElman Chris Woodworth |
| \| S. Weber (D. Keith, P. Bergeron) (EA) – 26:20 \| 1–0 \| \| \| J. Benn (P. Bergeron, D. Doughty) – 35:19 \| 2–0 \| \| \| \| 2–1 \| 40:22 – P. Thoresen (M. Olimb) (PP1) \| \| D. Doughty (R. Getzlaf, P. Marleau) – 41:47 \| 3–1 \| \| |             |                                      |             | Játékvezetők: Mike Leggo Marcus Vinnerborg Vonalbírók: Andy McElman Chris Woodworth |
| 8 perc | Büntetések  | 6 perc                               |             | Játékvezetők: Mike Leggo Marcus Vinnerborg Vonalbírók: Andy McElman Chris Woodworth |
| 38 | Lövések     | 20                                   |             | Játékvezetők: Mike Leggo Marcus Vinnerborg Vonalbírók: Andy McElman Chris Woodworth |
| S. Weber (D. Keith, P. Bergeron) (EA) – 26:20 | 1–0         |                                      |             | Játékvezetők: Mike Leggo Marcus Vinnerborg Vonalbírók: Andy McElman Chris Woodworth |
| J. Benn (P. Bergeron, D. Doughty) – 35:19 | 2–0         |                                      |             | Játékvezetők: Mike Leggo Marcus Vinnerborg Vonalbírók: Andy McElman Chris Woodworth |
| | 2–1         | 40:22 – P. Thoresen (M. Olimb) (PP1) |             | Játékvezetők: Mike Leggo Marcus Vinnerborg Vonalbírók: Andy McElman Chris Woodworth |
| D. Doughty (R. Getzlaf, P. Marleau) – 41:47 | 3–1         |                                      |             |                                                                                     |

| 2014. február 14. 21:00 (18:00) | Kanada (CAN) | 6–0 (2–0, 4–0, 0–0) | Ausztria (AUT) | Bolsoj Jégcsarnok, Szocsi Nézőszám: 8969 |

| Jegyzőkönyv | Jegyzőkönyv    | Jegyzőkönyv | Jegyzőkönyv                      | Jegyzőkönyv                                                                                |
| --- | -------------- | ----------- | -------------------------------- | ------------------------------------------------------------------------------------------ |
| | Roberto Luongo | Kapusok     | Bernhard Starkbaum Mathias Lange | Játékvezetők: Dave Jackson Konsztantyin Olenyin Vonalbírók: Lonnie Cameron Miroslav Valach |
| \| D. Doughty (J. Toews) – 05:24 \| 1–0 \| \| \| S. Weber (C. Perry, R. Getzlaf) – 10:12 \| 2–0 \| \| \| J. Carter (P. Marleau, S. Crosby) – 22:39 \| 3–0 \| \| \| J. Carter (P. Marleau, A. Pietrangelo) – 24:09 \| 4–0 \| \| \| J. Carter (J. Toews, S. Weber) – 34:33 \| 5–0 \| \| \| R. Getzlaf (SH) – 36:48 \| 6–0 \| \| |                |             |                                  | Játékvezetők: Dave Jackson Konsztantyin Olenyin Vonalbírók: Lonnie Cameron Miroslav Valach |
| 8 perc | Büntetések     | 2 perc      |                                  | Játékvezetők: Dave Jackson Konsztantyin Olenyin Vonalbírók: Lonnie Cameron Miroslav Valach |
| 46 | Lövések        | 23          |                                  | Játékvezetők: Dave Jackson Konsztantyin Olenyin Vonalbírók: Lonnie Cameron Miroslav Valach |
| D. Doughty (J. Toews) – 05:24 | 1–0            |             |                                  | Játékvezetők: Dave Jackson Konsztantyin Olenyin Vonalbírók: Lonnie Cameron Miroslav Valach |
| S. Weber (C. Perry, R. Getzlaf) – 10:12 | 2–0            |             |                                  | Játékvezetők: Dave Jackson Konsztantyin Olenyin Vonalbírók: Lonnie Cameron Miroslav Valach |
| J. Carter (P. Marleau, S. Crosby) – 22:39 | 3–0            |             |                                  | Játékvezetők: Dave Jackson Konsztantyin Olenyin Vonalbírók: Lonnie Cameron Miroslav Valach |
| J. Carter (P. Marleau, A. Pietrangelo) – 24:09 | 4–0            |             |                                  |                                                                                            |
| J. Carter (J. Toews, S. Weber) – 34:33 | 5–0            |             |                                  |                                                                                            |
| R. Getzlaf (SH) – 36:48 | 6–0            |             |                                  |                                                                                            |

| 2014. február 14. 21:00 (18:00) | Norvégia (NOR) | 1–6 (0–3, 0–2, 1–1) | Finnország (FIN) | Sajba Aréna, Szocsi Nézőszám: 3018 |

| Jegyzőkönyv | Jegyzőkönyv             | Jegyzőkönyv                                   | Jegyzőkönyv   | Jegyzőkönyv                                                                          |
| --- | ----------------------- | --------------------------------------------- | ------------- | ------------------------------------------------------------------------------------ |
| | Lars Haugen Lars Volden | Kapusok                                       | Kari Lehtonen | Játékvezetők: Lars Brüggemann Kelly Sutherland Vonalbírók: Derek Amell Chris Carlson |
| \| \| 0–1 \| 05:46 – T. Selänne (S. Vatanen, K. Lehtonen) \| \| \| 0–2 \| 06:51 – L. Korpikoski (O. Jokinen, O. Määttä) \| \| \| 0–3 \| 17:21 – J. Lehterä \| \| \| 0–4 \| 28:03 – L. Korpikoski (O. Määttä, T. Ruutu) \| \| \| 0–5 \| 31:26 – O. Jokinen (S. Salo, T. Ruutu) \| \| P. Skrøder (M. Olimb, J. Holoes) (PP2) – 41:01 \| 1–5 \| \| \| \| 1–6 \| 57:41 – O. Määttä (P. Kontiola, K. Lehtonen) \| |                         |                                               |               | Játékvezetők: Lars Brüggemann Kelly Sutherland Vonalbírók: Derek Amell Chris Carlson |
| 6 perc | Büntetések              | 6 perc                                        |               | Játékvezetők: Lars Brüggemann Kelly Sutherland Vonalbírók: Derek Amell Chris Carlson |
| 21 | Lövések                 | 39                                            |               | Játékvezetők: Lars Brüggemann Kelly Sutherland Vonalbírók: Derek Amell Chris Carlson |
| | 0–1                     | 05:46 – T. Selänne (S. Vatanen, K. Lehtonen)  |               | Játékvezetők: Lars Brüggemann Kelly Sutherland Vonalbírók: Derek Amell Chris Carlson |
| | 0–2                     | 06:51 – L. Korpikoski (O. Jokinen, O. Määttä) |               | Játékvezetők: Lars Brüggemann Kelly Sutherland Vonalbírók: Derek Amell Chris Carlson |
| | 0–3                     | 17:21 – J. Lehterä                            |               | Játékvezetők: Lars Brüggemann Kelly Sutherland Vonalbírók: Derek Amell Chris Carlson |
| | 0–4                     | 28:03 – L. Korpikoski (O. Määttä, T. Ruutu)   |               |                                                                                      |
| | 0–5                     | 31:26 – O. Jokinen (S. Salo, T. Ruutu)        |               |                                                                                      |
| P. Skrøder (M. Olimb, J. Holoes) (PP2) – 41:01 | 1–5                     |                                               |               |                                                                                      |
| | 1–6                     | 57:41 – O. Määttä (P. Kontiola, K. Lehtonen)  |               |                                                                                      |

| 2014. február 16. 12:00 (9:00) | Ausztria (AUT) | 3–1 (2–0, 0–1, 1–0) | Norvégia (NOR) | Bolsoj Jégcsarnok, Szocsi Nézőszám: 6882 |

| Jegyzőkönyv | Jegyzőkönyv   | Jegyzőkönyv                        | Jegyzőkönyv | Jegyzőkönyv                                                                        |
| --- | ------------- | ---------------------------------- | ----------- | ---------------------------------------------------------------------------------- |
| | Mathias Lange | Kapusok                            | Lars Haugen | Játékvezetők: Vladimír Šindler Ian Walsh Vonalbírók: Lonnie Cameron Andre Schrader |
| \| M. Grabner (T. Pöck, R. Lukas) – 04:27 \| 1–0 \| \| \| T. Raffl (M. Grabner) (PP1) – 06:52 \| 2–0 \| \| \| \| 2–1 \| 28:05 – P-Å. Skrøder (P. Thoresen) \| \| M. Grabner (D. Welser) – 58:23 \| 3–1 \| \| |               |                                    |             | Játékvezetők: Vladimír Šindler Ian Walsh Vonalbírók: Lonnie Cameron Andre Schrader |
| 12 perc | Büntetések    | 8 perc                             |             | Játékvezetők: Vladimír Šindler Ian Walsh Vonalbírók: Lonnie Cameron Andre Schrader |
| 27 | Lövések       | 35                                 |             | Játékvezetők: Vladimír Šindler Ian Walsh Vonalbírók: Lonnie Cameron Andre Schrader |
| M. Grabner (T. Pöck, R. Lukas) – 04:27 | 1–0           |                                    |             | Játékvezetők: Vladimír Šindler Ian Walsh Vonalbírók: Lonnie Cameron Andre Schrader |
| T. Raffl (M. Grabner) (PP1) – 06:52 | 2–0           |                                    |             | Játékvezetők: Vladimír Šindler Ian Walsh Vonalbírók: Lonnie Cameron Andre Schrader |
| | 2–1           | 28:05 – P-Å. Skrøder (P. Thoresen) |             | Játékvezetők: Vladimír Šindler Ian Walsh Vonalbírók: Lonnie Cameron Andre Schrader |
| M. Grabner (D. Welser) – 58:23 | 3–1           |                                    |             |                                                                                    |

| 2014. február 16. 21:00 (18:00) | Finnország (FIN) | 1–2 (h.u.) (0–1, 1–0, 0–0) (h.u.: 0–1) | Kanada (CAN) | Bolsoj Jégcsarnok, Szocsi Nézőszám: 11 263 |

| Jegyzőkönyv | Jegyzőkönyv | Jegyzőkönyv                                   | Jegyzőkönyv | Jegyzőkönyv                                                                         |
| --- | ----------- | --------------------------------------------- | ----------- | ----------------------------------------------------------------------------------- |
| | Tuukka Rask | Kapusok                                       | Carey Price | Játékvezetők: Antonín Jeřábek Kevin Pollock Vonalbírók: Ivan Gyedovla Brad Kovachik |
| \| \| 0–1 \| 13:44 – D. Doughty (S. Weber, S. Crosby) (PP) \| \| T. Ruutu (J. Jokinen, O. Väänänen) – 38:00 \| 1–1 \| \| \| \| 1–2 \| 62:32 – D. Doughty (J. Carter) \| |             |                                               |             | Játékvezetők: Antonín Jeřábek Kevin Pollock Vonalbírók: Ivan Gyedovla Brad Kovachik |
| 2 perc | Büntetések  | 2 perc                                        |             | Játékvezetők: Antonín Jeřábek Kevin Pollock Vonalbírók: Ivan Gyedovla Brad Kovachik |
| 15 | Lövések     | 27                                            |             | Játékvezetők: Antonín Jeřábek Kevin Pollock Vonalbírók: Ivan Gyedovla Brad Kovachik |
| | 0–1         | 13:44 – D. Doughty (S. Weber, S. Crosby) (PP) |             | Játékvezetők: Antonín Jeřábek Kevin Pollock Vonalbírók: Ivan Gyedovla Brad Kovachik |
| T. Ruutu (J. Jokinen, O. Väänänen) – 38:00 | 1–1         |                                               |             | Játékvezetők: Antonín Jeřábek Kevin Pollock Vonalbírók: Ivan Gyedovla Brad Kovachik |
| | 1–2         | 62:32 – D. Doughty (J. Carter)                |             | Játékvezetők: Antonín Jeřábek Kevin Pollock Vonalbírók: Ivan Gyedovla Brad Kovachik |

### C csoport
| Hely. | Csapat           | M | Gy | HGy | HV | V | G+ | G– | Gk | P | Továbbjutás |
| ----- | ---------------- | - | -- | --- | -- | - | -- | -- | -- | - | ----------- |
| 1.    | Svédország (SWE) | 3 | 3  | 0   | 0  | 0 | 10 | 5  | +5 | 9 | Negyeddöntő |
| 2.    | Svájc (SUI)      | 3 | 2  | 0   | 0  | 1 | 2  | 1  | +1 | 6 | Rájátszás   |
| 3.    | Csehország (CZE) | 3 | 1  | 0   | 0  | 2 | 6  | 7  | −1 | 3 | Rájátszás   |
| 4.    | Lettország (LAT) | 3 | 0  | 0   | 0  | 3 | 5  | 10 | −5 | 0 | Rájátszás   |

| 2014. február 12. 21:00 (18:00) | Csehország (CZE) | 2–4 (0–2, 2–2, 0–0) | Svédország (SWE) | Bolsoj Jégcsarnok, Szocsi Nézőszám: 11 419 |

| Jegyzőkönyv | Jegyzőkönyv                 | Jegyzőkönyv                                          | Jegyzőkönyv      | Jegyzőkönyv                                                                                 |
| --- | --------------------------- | ---------------------------------------------------- | ---------------- | ------------------------------------------------------------------------------------------- |
| | Jakub Kovář Alexander Salák | Kapusok                                              | Henrik Lundqvist | Játékvezetők: Konsztantyin Olenyin Kelly Sutherland Vonalbírók: Ivan Gyedovla Greg Devorski |
| \| \| 0–1 \| 10:07 – D. Alfredsson (O. Ekman-Larsson, A. Steen) \| \| \| 0–2 \| 13:17 – P. Berglund (O. Ekman-Larsson, H. Lundqvist) \| \| \| 0–3 \| 20:51 – H. Zetterberg (G. Landeskog) \| \| \| 0–4 \| 24:07 – E. Karlsson (D. Sedin, N. Bäckström) (PP) \| \| M. Židlický (P. Eliáš) – 28:12 \| 1–4 \| \| \| J. Jágr (T. Plekanec, R. Červenka) – 30:01 \| 2–4 \| \| |                             |                                                      |                  | Játékvezetők: Konsztantyin Olenyin Kelly Sutherland Vonalbírók: Ivan Gyedovla Greg Devorski |
| 10 perc | Büntetések                  | 10 perc                                              |                  | Játékvezetők: Konsztantyin Olenyin Kelly Sutherland Vonalbírók: Ivan Gyedovla Greg Devorski |
| 29 | Lövések                     | 25                                                   |                  | Játékvezetők: Konsztantyin Olenyin Kelly Sutherland Vonalbírók: Ivan Gyedovla Greg Devorski |
| | 0–1                         | 10:07 – D. Alfredsson (O. Ekman-Larsson, A. Steen)   |                  | Játékvezetők: Konsztantyin Olenyin Kelly Sutherland Vonalbírók: Ivan Gyedovla Greg Devorski |
| | 0–2                         | 13:17 – P. Berglund (O. Ekman-Larsson, H. Lundqvist) |                  | Játékvezetők: Konsztantyin Olenyin Kelly Sutherland Vonalbírók: Ivan Gyedovla Greg Devorski |
| | 0–3                         | 20:51 – H. Zetterberg (G. Landeskog)                 |                  | Játékvezetők: Konsztantyin Olenyin Kelly Sutherland Vonalbírók: Ivan Gyedovla Greg Devorski |
| | 0–4                         | 24:07 – E. Karlsson (D. Sedin, N. Bäckström) (PP)    |                  |                                                                                             |
| M. Židlický (P. Eliáš) – 28:12 | 1–4                         |                                                      |                  |                                                                                             |
| J. Jágr (T. Plekanec, R. Červenka) – 30:01 | 2–4                         |                                                      |                  |                                                                                             |

| 2014. február 12. 21:00 (18:00) | Lettország (LAT) | 0–1 (0–0, 0–0, 0–1) | Svájc (SUI) | Sajba Aréna, Szocsi Nézőszám: 5116 |

| Jegyzőkönyv                                  | Jegyzőkönyv      | Jegyzőkönyv                  | Jegyzőkönyv  | Jegyzőkönyv                                                                      |
| -------------------------------------------- | ---------------- | ---------------------------- | ------------ | -------------------------------------------------------------------------------- |
|                                              | Edgars Masaļskis | Kapusok                      | Jonas Hiller | Játékvezetők: Lars Brüggemann Brad Meier Vonalbírók: Derek Amell Sakari Suominen |
| \| \| 0–1 \| 59:52 – S. Moser (M. Streit) \| |                  |                              |              | Játékvezetők: Lars Brüggemann Brad Meier Vonalbírók: Derek Amell Sakari Suominen |
| 10 perc                                      | Büntetések       | 6 perc                       |              | Játékvezetők: Lars Brüggemann Brad Meier Vonalbírók: Derek Amell Sakari Suominen |
| 21                                           | Lövések          | 39                           |              | Játékvezetők: Lars Brüggemann Brad Meier Vonalbírók: Derek Amell Sakari Suominen |
|                                              | 0–1              | 59:52 – S. Moser (M. Streit) |              | Játékvezetők: Lars Brüggemann Brad Meier Vonalbírók: Derek Amell Sakari Suominen |

| 2014. február 14. 12:00 (9:00) | Csehország (CZE) | 4–2 (2–1, 2–1, 0–0) | Lettország (LAT) | Bolsoj Jégcsarnok, Szocsi Nézőszám: 5831 |

| Jegyzőkönyv | Jegyzőkönyv    | Jegyzőkönyv                                       | Jegyzőkönyv      | Jegyzőkönyv                                                             |
| --- | -------------- | ------------------------------------------------- | ---------------- | ----------------------------------------------------------------------- |
| | Ondřej Pavelec | Kapusok                                           | Edgars Masaļskis | Játékvezetők: Tim Peel Jyri Ronn Vonalbírók: Andre Schrader Mark Wheler |
| \| M. Erat (D. Krejčí, A. Hemský) – 10:10 \| 1–0 \| \| \| \| 1–1 \| 13:05 – J. Sprukts (K. Rēdlihs, L. Dārziņš) (PP1) \| \| J. Jágr (M. Židlický, T. Plekanec) (PP1) – 19:29 \| 2–1 \| \| \| \| 2–2 \| 22:45 – H. Vasiļjevs (G. Pujacs) \| \| J. Voráček (Z. Michálek) – 27:06 \| 3–2 \| \| \| M. Židlický (M. Hanzal, P. Nedvěd) – 37:02 \| 4–2 \| \| |                |                                                   |                  | Játékvezetők: Tim Peel Jyri Ronn Vonalbírók: Andre Schrader Mark Wheler |
| 8 perc | Büntetések     | 8 perc                                            |                  | Játékvezetők: Tim Peel Jyri Ronn Vonalbírók: Andre Schrader Mark Wheler |
| 39 | Lövések        | 20                                                |                  | Játékvezetők: Tim Peel Jyri Ronn Vonalbírók: Andre Schrader Mark Wheler |
| M. Erat (D. Krejčí, A. Hemský) – 10:10 | 1–0            |                                                   |                  | Játékvezetők: Tim Peel Jyri Ronn Vonalbírók: Andre Schrader Mark Wheler |
| | 1–1            | 13:05 – J. Sprukts (K. Rēdlihs, L. Dārziņš) (PP1) |                  | Játékvezetők: Tim Peel Jyri Ronn Vonalbírók: Andre Schrader Mark Wheler |
| J. Jágr (M. Židlický, T. Plekanec) (PP1) – 19:29 | 2–1            |                                                   |                  | Játékvezetők: Tim Peel Jyri Ronn Vonalbírók: Andre Schrader Mark Wheler |
| | 2–2            | 22:45 – H. Vasiļjevs (G. Pujacs)                  |                  |                                                                         |
| J. Voráček (Z. Michálek) – 27:06 | 3–2            |                                                   |                  |                                                                         |
| M. Židlický (M. Hanzal, P. Nedvěd) – 37:02 | 4–2            |                                                   |                  |                                                                         |

| 2014. február 14. 16:30 (13:30) | Svédország (SWE) | 1–0 (0–0, 0–0, 1–0) | Svájc (SUI) | Bolsoj Jégcsarnok, Szocsi Nézőszám: 7968 |

| Jegyzőkönyv                                                      | Jegyzőkönyv      | Jegyzőkönyv | Jegyzőkönyv | Jegyzőkönyv                                                                         |
| ---------------------------------------------------------------- | ---------------- | ----------- | ----------- | ----------------------------------------------------------------------------------- |
|                                                                  | Henrik Lundqvist | Kapusok     | Reto Berra  | Játékvezetők: Mike Leggo Vladimír Šindler Vonalbírók: Greg Devorski Sakari Suominen |
| \| D. Alfredsson (E. Karlsson, P. Berglund) – 52:39 \| 1–0 \| \| |                  |             |             | Játékvezetők: Mike Leggo Vladimír Šindler Vonalbírók: Greg Devorski Sakari Suominen |
| 4 perc                                                           | Büntetések       | 8 perc      |             | Játékvezetők: Mike Leggo Vladimír Šindler Vonalbírók: Greg Devorski Sakari Suominen |
| 31                                                               | Lövések          | 26          |             | Játékvezetők: Mike Leggo Vladimír Šindler Vonalbírók: Greg Devorski Sakari Suominen |
| D. Alfredsson (E. Karlsson, P. Berglund) – 52:39                 | 1–0              |             |             | Játékvezetők: Mike Leggo Vladimír Šindler Vonalbírók: Greg Devorski Sakari Suominen |

| 2014. február 15. 21:00 (18:00) | Svájc (SUI) | 1–0 (1–0, 0–0, 0–0) | Csehország (CZE) | Bolsoj Jégcsarnok, Szocsi Nézőszám: 10 253 |

| Jegyzőkönyv                                                    | Jegyzőkönyv  | Jegyzőkönyv | Jegyzőkönyv    | Jegyzőkönyv                                                                                   |
| -------------------------------------------------------------- | ------------ | ----------- | -------------- | --------------------------------------------------------------------------------------------- |
|                                                                | Jonas Hiller | Kapusok     | Ondřej Pavelec | Játékvezetők: Daniel Piechaczek Kevin Pollock Vonalbírók: Brad Kovachik Christopher Woodworth |
| \| S. Bodenmann (D. Hollenstein, K. Romy) – 14:10 \| 1–0 \| \| |              |             |                | Játékvezetők: Daniel Piechaczek Kevin Pollock Vonalbírók: Brad Kovachik Christopher Woodworth |
| 10 perc                                                        | Büntetések   | 6 perc      |                | Játékvezetők: Daniel Piechaczek Kevin Pollock Vonalbírók: Brad Kovachik Christopher Woodworth |
| 26                                                             | Lövések      | 26          |                | Játékvezetők: Daniel Piechaczek Kevin Pollock Vonalbírók: Brad Kovachik Christopher Woodworth |
| S. Bodenmann (D. Hollenstein, K. Romy) – 14:10                 | 1–0          |             |                | Játékvezetők: Daniel Piechaczek Kevin Pollock Vonalbírók: Brad Kovachik Christopher Woodworth |

| 2014. február 15. 21:00 (18:00) | Svédország (SWE) | 5–3 (1–1, 3–1, 1–1) | Lettország (LAT) | Sajba Aréna, Szocsi Nézőszám: 3709 |

| Jegyzőkönyv | Jegyzőkönyv      | Jegyzőkönyv                                              | Jegyzőkönyv         | Jegyzőkönyv                                                                   |
| --- | ---------------- | -------------------------------------------------------- | ------------------- | ----------------------------------------------------------------------------- |
| | Henrik Lundqvist | Kapusok                                                  | Kristers Gudļevskis | Játékvezetők: Antonín Jeřábek Ian Walsh Vonalbírók: Tommy George Andy McElman |
| \| P. Berglund (E. Karlsson, A. Steen) (PP1) – 15:50 \| 1–0 \| \| \| \| 1–1 \| 18:48 – L. Dārziņš (J. Sprukts, K. Sotnieks) \| \| \| 1–2 \| 21:22 – J. Sprukts (K. Rēdlihs, M. Karsums) (PP1) \| \| E. Karlsson (N. Bäckström, D. Alfredsson) (PP1) – 22:45 \| 2–2 \| \| \| D. Alfredsson (D. Sedin, A. Edler) (PP1) – 36:14 \| 3–2 \| \| \| J. Ericsson (O. Ekman-Larsson, J. Silfverberg) (PP1) – 38:47 \| 4–2 \| \| \| \| 4–3 \| 41:28 – Z. Girgensons (K. Daugaviņš, R. Freibergs) (PP1) \| \| A. Edler (D. Sedin, M. Johansson) – 52:20 \| 5–3 \| \| |                  |                                                          |                     | Játékvezetők: Antonín Jeřábek Ian Walsh Vonalbírók: Tommy George Andy McElman |
| 12 perc | Büntetések       | 12 perc                                                  |                     | Játékvezetők: Antonín Jeřábek Ian Walsh Vonalbírók: Tommy George Andy McElman |
| 30 | Lövések          | 23                                                       |                     | Játékvezetők: Antonín Jeřábek Ian Walsh Vonalbírók: Tommy George Andy McElman |
| P. Berglund (E. Karlsson, A. Steen) (PP1) – 15:50 | 1–0              |                                                          |                     | Játékvezetők: Antonín Jeřábek Ian Walsh Vonalbírók: Tommy George Andy McElman |
| | 1–1              | 18:48 – L. Dārziņš (J. Sprukts, K. Sotnieks)             |                     | Játékvezetők: Antonín Jeřábek Ian Walsh Vonalbírók: Tommy George Andy McElman |
| | 1–2              | 21:22 – J. Sprukts (K. Rēdlihs, M. Karsums) (PP1)        |                     | Játékvezetők: Antonín Jeřábek Ian Walsh Vonalbírók: Tommy George Andy McElman |
| E. Karlsson (N. Bäckström, D. Alfredsson) (PP1) – 22:45 | 2–2              |                                                          |                     |                                                                               |
| D. Alfredsson (D. Sedin, A. Edler) (PP1) – 36:14 | 3–2              |                                                          |                     |                                                                               |
| J. Ericsson (O. Ekman-Larsson, J. Silfverberg) (PP1) – 38:47 | 4–2              |                                                          |                     |                                                                               |
| | 4–3              | 41:28 – Z. Girgensons (K. Daugaviņš, R. Freibergs) (PP1) |                     |                                                                               |
| A. Edler (D. Sedin, M. Johansson) – 52:20 | 5–3              |                                                          |                     |                                                                               |

## Egyenes kieséses szakasz
A csoportmérkőzések után minden csapatot rangsoroltak.  A legjobb csapat kapja az „1D” jelzőt, a következő a „2D” jelzőt, és így tovább, egészen „12D”-ig. A sorrend meghatározásához az alábbiakat vették figyelembe:
1. A csapat saját csoportjában elfoglalt helyezése
2. Több szerzett pont
3. Jobb gólkülönbség
4. Több lőtt gól

A csoportok első helyezettjei, valamint a legjobb második a negyeddöntőbe jutott. A többi nyolc csapat egy mérkőzést játszott a negyeddöntőbe jutásért.
Párosítások a negyeddöntőbe jutásért
- 5D – 12D (győztes: „E1”)
- 6D – 11D (E2)
- 7D – 10D (E3)
- 8D – 9D (E4)

A győztes csapatok bejutottak a negyeddöntőbe, a veszteseket a csoportkör utáni sorrendjük alapján rangsorolták.
Negyeddöntő párosítása
- 1D – E4 (győztes: „F1”)
- 2D – E3 (F2)
- 3D – E2 (F3)
- 4D – E1 (F4)

A győztes csapatok bejutottak az elődöntőbe, a veszteseket a csoportkör utáni sorrendjük alapján rangsorolták.
Az elődöntőkben, a bronzmérkőzésen illetve a döntőben azok a csapatok a pályaválasztók, amelyek a csoportkör után előrébb végeztek. A győztesek az aranyéremért, a vesztesek pedig a bronzéremért mérkőztek.

### Sorrend
| A sorrendben négy első csapat bejutott a negyeddöntőbe                                       |
| A sorrendben utolsó nyolc csapatnak egy mérkőzést kellett játszania a negyeddöntőbe jutásért |

| Helyezés | Csapat                 | Csoport | H | M | P | Gk  | G+ | Rang |
| -------- | ---------------------- | ------- | - | - | - | --- | -- | ---- |
| 1D       | Svédország (SWE)       | C       | 1 | 3 | 9 | +5  | 10 | 1    |
| 2D       | Egyesült Államok (USA) | A       | 1 | 3 | 8 | +11 | 15 | 6    |
| 3D       | Kanada (CAN)           | B       | 1 | 3 | 8 | +9  | 11 | 5    |
| 4D       | Finnország (FIN)       | B       | 2 | 3 | 7 | +8  | 15 | 2    |
| 5D       | Oroszország (RUS)      | A       | 2 | 3 | 6 | +3  | 8  | 3    |
| 6D       | Svájc (SUI)            | C       | 2 | 3 | 6 | +1  | 2  | 7    |
| 7D       | Csehország (CZE)       | C       | 3 | 3 | 3 | −1  | 6  | 4    |
| 8D       | Szlovénia (SLO)        | A       | 3 | 3 | 3 | −5  | 6  | 17   |
| 9D       | Ausztria (AUT)         | B       | 3 | 3 | 3 | −8  | 7  | 15   |
| 10D      | Szlovákia (SVK)        | A       | 4 | 3 | 1 | −9  | 2  | 8    |
| 11D      | Lettország (LAT)       | C       | 4 | 3 | 0 | −5  | 5  | 11   |
| 12D      | Norvégia (NOR)         | B       | 4 | 3 | 0 | −9  | 3  | 9    |

### Ágrajz
|  |                            |                            |                            |             |                        |              |                   |              |  |  |                        |                        |                        |               |               |               |             |             |
|  | Rájátszás a negyeddöntőért | Rájátszás a negyeddöntőért | Rájátszás a negyeddöntőért |             |                        | Negyeddöntők | Negyeddöntők      | Negyeddöntők |  |  | Elődöntők              | Elődöntők              | Elődöntők              |               |               | Döntő         | Döntő       | Döntő       |
|  | Rájátszás a negyeddöntőért | Rájátszás a negyeddöntőért | Rájátszás a negyeddöntőért |             |                        | Negyeddöntők | Negyeddöntők      | Negyeddöntők |  |  | Elődöntők              | Elődöntők              | Elődöntők              |               |               | Döntő         | Döntő       | Döntő       |
|  |                            |                            |                            | február 19. |                        |              |                   |              |  |  |                        |                        |                        |               |               |               |             |             |
|  |                            |                            |                            |             |                        |              |                   |              |  |  |                        |                        |                        |               |               |               |             |             |
|  | február 18.                | február 18.                | február 18.                | 1D          | Svédország (SWE)       | 5            |                   |              |  |  |                        |                        |                        |               |               |               |             |             |
|  | február 18.                | február 18.                | február 18.                | 1D          | Svédország (SWE)       | 5            | február 21.       |              |  |  |                        |                        |                        |               |               |               |             |             |
|  | 8D                         | Szlovénia (SLO)            | 4                          |             |                        | E4           | Szlovénia (SLO)   | 0            |  |  |                        |                        |                        |               |               |               |             |             |
|  | 8D                         | Szlovénia (SLO)            | 4                          |             |                        | E4           | Szlovénia (SLO)   | 0            |  |  | Svédország (SWE)       | Svédország (SWE)       | 2                      |               |               |               |             |             |
|  | 9D                         | Ausztria (AUT)             | 0                          |             |                        | február 19.  | február 19.       | február 19.  |  |  | Svédország (SWE)       | Svédország (SWE)       | 2                      |               |               |               |             |             |
|  | 9D                         | Ausztria (AUT)             | 0                          |             |                        | február 19.  | február 19.       | február 19.  |  |  | Finnország (FIN)       | Finnország (FIN)       | 1                      |               |               |               |             |             |
|  | február 18.                | február 18.                | február 18.                | 4D          | Finnország (FIN)       | 3            |                   |              |  |  | Finnország (FIN)       | Finnország (FIN)       | 1                      |               |               |               |             |             |
|  | február 18.                | február 18.                | február 18.                | 4D          | Finnország (FIN)       | 3            | február 23.       |              |  |  |                        |                        |                        |               |               |               |             |             |
|  | 5D                         | Oroszország (RUS)          | 4                          |             |                        | E1           | Oroszország (RUS) | 1            |  |  |                        |                        |                        |               |               |               |             |             |
|  | 5D                         | Oroszország (RUS)          | 4                          |             |                        | E1           | Oroszország (RUS) | 1            |  |  | Svédország (SWE)       | Svédország (SWE)       | 0                      |               |               |               |             |             |
|  | 12D                        | Norvégia (NOR)             | 0                          |             |                        | február 19.  | február 19.       | február 19.  |  |  |                        | Svédország (SWE)       | 0                      |               |               |               |             |             |
|  | 12D                        | Norvégia (NOR)             | 0                          |             |                        | február 19.  | február 19.       | február 19.  |  |  | Kanada (CAN)           | Kanada (CAN)           | 3                      |               |               |               |             |             |
|  | február 18.                | február 18.                | február 18.                | 3D          | Kanada (CAN)           | 2            |                   |              |  |  | Kanada (CAN)           | Kanada (CAN)           | 3                      |               |               |               |             |             |
|  | február 18.                | február 18.                | február 18.                | 3D          | Kanada (CAN)           | 2            | február 21.       |              |  |  |                        |                        |                        |               |               |               |             |             |
|  | 6D                         | Svájc (SUI)                | 1                          |             |                        | E2           | Lettország (LAT)  | 1            |  |  |                        |                        |                        |               |               |               |             |             |
|  | 6D                         | Svájc (SUI)                | 1                          |             |                        | E2           | Lettország (LAT)  | 1            |  |  | Kanada (CAN)           | Kanada (CAN)           | 1                      | Bronzmérkőzés | Bronzmérkőzés | Bronzmérkőzés |             |             |
|  | 11D                        | Lettország (LAT)           | 3                          |             |                        | február 19.  | február 19.       | február 19.  |  |  | Kanada (CAN)           | Kanada (CAN)           | 1                      | Bronzmérkőzés | Bronzmérkőzés | Bronzmérkőzés |             |             |
|  | 11D                        | Lettország (LAT)           | 3                          |             |                        | február 19.  | február 19.       | február 19.  |  |  | Egyesült Államok (USA) | Egyesült Államok (USA) | 0                      |               |               | február 22.   | február 22. | február 22. |
|  | február 18.                | február 18.                | február 18.                | 2D          | Egyesült Államok (USA) | 5            |                   |              |  |  | Egyesült Államok (USA) | Egyesült Államok (USA) | 0                      |               |               | február 22.   | február 22. | február 22. |
|  | február 18.                | február 18.                | február 18.                | 2D          | Egyesült Államok (USA) | 5            |                   |              |  |  |                        | Egyesült Államok (USA) | Egyesült Államok (USA) | 0             |               |               |             |             |
|  | 7D                         | Csehország (CZE)           | 5                          |             |                        | E3           | Csehország (CZE)  | 2            |  |  |                        | Egyesült Államok (USA) | Egyesült Államok (USA) | 0             |               |               |             |             |
|  | 7D                         | Csehország (CZE)           | 5                          |             |                        | E3           | Csehország (CZE)  | 2            |  |  | Finnország (FIN)       | Finnország (FIN)       | 5                      |               |               |               |             |             |
|  | 10D                        | Szlovákia (SVK)            | 3                          |             |                        |              |                   |              |  |  | Finnország (FIN)       | Finnország (FIN)       | 5                      |               |               |               |             |             |
|  | 10D                        | Szlovákia (SVK)            | 3                          |             |                        |              |                   |              |  |  |                        |                        |                        |               |               |               |             |             |

### Rájátszás a negyeddöntőbe jutásért
| 2014. február 18. 12:00 (09:00) | Szlovénia (SLO) | 4–0 (2–0, 1–0, 1–0) | Ausztria (AUT) | Bolsoj Jégcsarnok, Szocsi Nézőszám: 6821 |

| Jegyzőkönyv | Jegyzőkönyv    | Jegyzőkönyv | Jegyzőkönyv   | Jegyzőkönyv                                                                                |
| --- | -------------- | ----------- | ------------- | ------------------------------------------------------------------------------------------ |
| | Robert Kristan | Kapusok     | Mathias Lange | Játékvezetők: Dave Jackson Vladimír Šindler Vonalbírók: Tommy George Christopher Woodworth |
| \| A. Kopitar (R. Tičar, Ž. Jeglič) (PP) – 05:29 \| 1–0 \| \| \| J. Urbas (S. Kovačevič) (SH) – 11:57 \| 2–0 \| \| \| S. Kovačevič (D. Rodman, J. Muršak) – 23:21 \| 3–0 \| \| \| J. Muršak (D. Rodman) (EN) – 57:02 \| 4–0 \| \| |                |             |               | Játékvezetők: Dave Jackson Vladimír Šindler Vonalbírók: Tommy George Christopher Woodworth |
| 6 perc | Büntetések     | 10 perc     |               | Játékvezetők: Dave Jackson Vladimír Šindler Vonalbírók: Tommy George Christopher Woodworth |
| 30 | Lövések        | 31          |               | Játékvezetők: Dave Jackson Vladimír Šindler Vonalbírók: Tommy George Christopher Woodworth |
| A. Kopitar (R. Tičar, Ž. Jeglič) (PP) – 05:29 | 1–0            |             |               | Játékvezetők: Dave Jackson Vladimír Šindler Vonalbírók: Tommy George Christopher Woodworth |
| J. Urbas (S. Kovačevič) (SH) – 11:57 | 2–0            |             |               | Játékvezetők: Dave Jackson Vladimír Šindler Vonalbírók: Tommy George Christopher Woodworth |
| S. Kovačevič (D. Rodman, J. Muršak) – 23:21 | 3–0            |             |               | Játékvezetők: Dave Jackson Vladimír Šindler Vonalbírók: Tommy George Christopher Woodworth |
| J. Muršak (D. Rodman) (EN) – 57:02 | 4–0            |             |               |                                                                                            |

| 2014. február 18. 16:30 (13:30) | Oroszország (RUS) | 4–0 (0–0, 2–0, 2–0) | Norvégia (NOR) | Bolsoj Jégcsarnok, Szocsi Nézőszám: 11 423 |

| Jegyzőkönyv | Jegyzőkönyv         | Jegyzőkönyv | Jegyzőkönyv | Jegyzőkönyv                                                                            |
| --- | ------------------- | ----------- | ----------- | -------------------------------------------------------------------------------------- |
| | Szergej Bobrovszkij | Kapusok     | Lars Haugen | Játékvezetők: Daniel Piechaczek Kevin Pollock Vonalbírók: Andy McElman Miroslav Valach |
| \| A. Radulov (P. Dacjuk) – 24:12 \| 1–0 \| \| \| I. Kovalcsuk (A. Radulov, P. Dacjuk) – 37:11 \| 2–0 \| \| \| A. Radulov (P. Dacjuk) (EN) – 58:53 \| 3–0 \| \| \| A. Tyerescsenko (V. Tyihonov, V. Taraszenko) – 59:20 \| 4–0 \| \| |                     |             |             | Játékvezetők: Daniel Piechaczek Kevin Pollock Vonalbírók: Andy McElman Miroslav Valach |
| 2 perc | Büntetések          | 6 perc      |             | Játékvezetők: Daniel Piechaczek Kevin Pollock Vonalbírók: Andy McElman Miroslav Valach |
| 31 | Lövések             | 22          |             | Játékvezetők: Daniel Piechaczek Kevin Pollock Vonalbírók: Andy McElman Miroslav Valach |
| A. Radulov (P. Dacjuk) – 24:12 | 1–0                 |             |             | Játékvezetők: Daniel Piechaczek Kevin Pollock Vonalbírók: Andy McElman Miroslav Valach |
| I. Kovalcsuk (A. Radulov, P. Dacjuk) – 37:11 | 2–0                 |             |             | Játékvezetők: Daniel Piechaczek Kevin Pollock Vonalbírók: Andy McElman Miroslav Valach |
| A. Radulov (P. Dacjuk) (EN) – 58:53 | 3–0                 |             |             | Játékvezetők: Daniel Piechaczek Kevin Pollock Vonalbírók: Andy McElman Miroslav Valach |
| A. Tyerescsenko (V. Tyihonov, V. Taraszenko) – 59:20 | 4–0                 |             |             |                                                                                        |

| 2014. február 18. 21:00 (18:00) | Svájc (SUI) | 1–3 (0–2, 1–0, 0–1) | Lettország (LAT) | Bolsoj Jégcsarnok, Szocsi Nézőszám: 7912 |

| Jegyzőkönyv | Jegyzőkönyv  | Jegyzőkönyv                                       | Jegyzőkönyv      | Jegyzőkönyv                                                                 |
| --- | ------------ | ------------------------------------------------- | ---------------- | --------------------------------------------------------------------------- |
| | Jonas Hiller | Kapusok                                           | Edgars Masaļskis | Játékvezetők: Mike Leggo Jyri Rönn Vonalbírók: Brad Kovachik André Schrader |
| \| \| 0–1 \| 08:38 – O. Bārtulis (K. Daugaviņš, Z. Girgensons) \| \| \| 0–2 \| 11:19 – L. Dārziņš (M. Rēdlihs) (PP) \| \| M. Plüss (R. Suri) – 35:01 \| 1–2 \| \| \| \| 1–3 \| 59:00 – L. Dārziņš (V. Pavlovs) (ENG) \| |              |                                                   |                  | Játékvezetők: Mike Leggo Jyri Rönn Vonalbírók: Brad Kovachik André Schrader |
| 4 perc | Büntetések   | 2 perc                                            |                  | Játékvezetők: Mike Leggo Jyri Rönn Vonalbírók: Brad Kovachik André Schrader |
| 33 | Lövések      | 22                                                |                  | Játékvezetők: Mike Leggo Jyri Rönn Vonalbírók: Brad Kovachik André Schrader |
| | 0–1          | 08:38 – O. Bārtulis (K. Daugaviņš, Z. Girgensons) |                  | Játékvezetők: Mike Leggo Jyri Rönn Vonalbírók: Brad Kovachik André Schrader |
| | 0–2          | 11:19 – L. Dārziņš (M. Rēdlihs) (PP)              |                  | Játékvezetők: Mike Leggo Jyri Rönn Vonalbírók: Brad Kovachik André Schrader |
| M. Plüss (R. Suri) – 35:01 | 1–2          |                                                   |                  | Játékvezetők: Mike Leggo Jyri Rönn Vonalbírók: Brad Kovachik André Schrader |
| | 1–3          | 59:00 – L. Dārziņš (V. Pavlovs) (ENG)             |                  |                                                                             |

| 2014. február 18. 21:00 (18:00) | Csehország (CZE) | 5–3 (3–0, 1–1, 1–2) | Szlovákia (SVK) | Sajba Aréna, Szocsi Nézőszám: 3628 |

| Jegyzőkönyv | Jegyzőkönyv    | Jegyzőkönyv                                | Jegyzőkönyv | Jegyzőkönyv                                                                         |
| --- | -------------- | ------------------------------------------ | ----------- | ----------------------------------------------------------------------------------- |
| | Ondřej Pavelec | Kapusok                                    | Ján Laco    | Játékvezetők: Tim Peel Marcus Vinnerborg Vonalbírók: Lonnie Cameron Sakari Suominen |
| \| A. Hemský (T. Kaberle, J. Voráček) (PP) – 06:53 \| 1–0 \| \| \| R. Červenka (J. Jágr, T. Plekanec) – 07:22 \| 2–0 \| \| \| D. Krejčí (T. Kaberle, R. Gudas) (PP) – 17:03 \| 3–0 \| \| \| R. Červenka – 35:41 \| 4–0 \| \| \| \| 4–1 \| 38:57 – M. Hossa (A. Sekera, M. Handzuš) \| \| \| 4–2 \| 47:20 – M. Hossa (T. Tatar, M. Handzuš) \| \| \| 4–3 \| 48:51 – T. Surový (A. Sekera, M. Bartovič) \| \| T. Plekanec (D. Krejčí) (ENG, PP) – 59:21 \| 5–3 \| \| |                |                                            |             | Játékvezetők: Tim Peel Marcus Vinnerborg Vonalbírók: Lonnie Cameron Sakari Suominen |
| 2 perc | Büntetések     | 10 perc                                    |             | Játékvezetők: Tim Peel Marcus Vinnerborg Vonalbírók: Lonnie Cameron Sakari Suominen |
| 29 | Lövések        | 32                                         |             | Játékvezetők: Tim Peel Marcus Vinnerborg Vonalbírók: Lonnie Cameron Sakari Suominen |
| A. Hemský (T. Kaberle, J. Voráček) (PP) – 06:53 | 1–0            |                                            |             | Játékvezetők: Tim Peel Marcus Vinnerborg Vonalbírók: Lonnie Cameron Sakari Suominen |
| R. Červenka (J. Jágr, T. Plekanec) – 07:22 | 2–0            |                                            |             | Játékvezetők: Tim Peel Marcus Vinnerborg Vonalbírók: Lonnie Cameron Sakari Suominen |
| D. Krejčí (T. Kaberle, R. Gudas) (PP) – 17:03 | 3–0            |                                            |             | Játékvezetők: Tim Peel Marcus Vinnerborg Vonalbírók: Lonnie Cameron Sakari Suominen |
| R. Červenka – 35:41 | 4–0            |                                            |             |                                                                                     |
| | 4–1            | 38:57 – M. Hossa (A. Sekera, M. Handzuš)   |             |                                                                                     |
| | 4–2            | 47:20 – M. Hossa (T. Tatar, M. Handzuš)    |             |                                                                                     |
| | 4–3            | 48:51 – T. Surový (A. Sekera, M. Bartovič) |             |                                                                                     |
| T. Plekanec (D. Krejčí) (ENG, PP) – 59:21 | 5–3            |                                            |             |                                                                                     |

### Negyeddöntők
| 2014. február 19. 12:00 (9:00) | Svédország (SWE) | 5–0 (1–0, 0–0, 4–0) | Szlovénia (SLO) | Bolsoj Jégcsarnok, Szocsi Nézőszám: 7325 |

| Jegyzőkönyv | Jegyzőkönyv      | Jegyzőkönyv | Jegyzőkönyv    | Jegyzőkönyv                                                                     |
| --- | ---------------- | ----------- | -------------- | ------------------------------------------------------------------------------- |
| | Henrik Lundqvist | Kapusok     | Robert Kristan | Játékvezetők: Brad Meier Vladimír Šindler Vonalbírók: Chris Carlson Mark Wheler |
| \| A. Steen (D. Alfredsson, E. Karlsson) (PP1) – 18:50 \| 1–0 \| \| \| D. Sedin (L. Eriksson) – 41:42 \| 2–0 \| \| \| L. Eriksson (N. Bäckström, J. Oduya) – 48:04 \| 3–0 \| \| \| C. Hagelin (N. Kronwall, J. Ericsson) – 51:27 \| 4–0 \| \| \| C. Hagelin (E. Karlsson) – 56:10 \| 5–0 \| \| |                  |             |                | Játékvezetők: Brad Meier Vladimír Šindler Vonalbírók: Chris Carlson Mark Wheler |
| 8 perc | Büntetések       | 8 perc      |                | Játékvezetők: Brad Meier Vladimír Šindler Vonalbírók: Chris Carlson Mark Wheler |
| 38 | Lövések          | 19          |                | Játékvezetők: Brad Meier Vladimír Šindler Vonalbírók: Chris Carlson Mark Wheler |
| A. Steen (D. Alfredsson, E. Karlsson) (PP1) – 18:50 | 1–0              |             |                | Játékvezetők: Brad Meier Vladimír Šindler Vonalbírók: Chris Carlson Mark Wheler |
| D. Sedin (L. Eriksson) – 41:42 | 2–0              |             |                | Játékvezetők: Brad Meier Vladimír Šindler Vonalbírók: Chris Carlson Mark Wheler |
| L. Eriksson (N. Bäckström, J. Oduya) – 48:04 | 3–0              |             |                | Játékvezetők: Brad Meier Vladimír Šindler Vonalbírók: Chris Carlson Mark Wheler |
| C. Hagelin (N. Kronwall, J. Ericsson) – 51:27 | 4–0              |             |                |                                                                                 |
| C. Hagelin (E. Karlsson) – 56:10 | 5–0              |             |                |                                                                                 |

| 2014. február 19. 16:30 (13:30) | Finnország (FIN) | 3–1 (2–1, 1–0, 0–0) | Oroszország (RUS) | Bolsoj Jégcsarnok, Szocsi Nézőszám: 11 654 |

| Jegyzőkönyv | Jegyzőkönyv | Jegyzőkönyv                            | Jegyzőkönyv                          | Jegyzőkönyv                                                                             |
| --- | ----------- | -------------------------------------- | ------------------------------------ | --------------------------------------------------------------------------------------- |
| | Tuukka Rask | Kapusok                                | Szemjon Varlamov Szergej Bobrovszkij | Játékvezetők: Kelly Sutherland Marcus Vinnerborg Vonalbírók: Greg Devorski Jesse Wilmot |
| \| \| 0–1 \| 07:51 – I. Kovalcsuk (P. Dacjuk) (PP1) \| \| J. Aaltonen (P. Kontiola) – 09:18 \| 1–1 \| \| \| T. Selänne (M. Granlund) – 17:38 \| 2–1 \| \| \| M. Granlund (T. Selänne, K. Timonen) – 25:37 \| 3–1 \| \| |             |                                        |                                      | Játékvezetők: Kelly Sutherland Marcus Vinnerborg Vonalbírók: Greg Devorski Jesse Wilmot |
| 6 perc | Büntetések  | 8 perc                                 |                                      | Játékvezetők: Kelly Sutherland Marcus Vinnerborg Vonalbírók: Greg Devorski Jesse Wilmot |
| 22 | Lövések     | 38                                     |                                      | Játékvezetők: Kelly Sutherland Marcus Vinnerborg Vonalbírók: Greg Devorski Jesse Wilmot |
| | 0–1         | 07:51 – I. Kovalcsuk (P. Dacjuk) (PP1) |                                      | Játékvezetők: Kelly Sutherland Marcus Vinnerborg Vonalbírók: Greg Devorski Jesse Wilmot |
| J. Aaltonen (P. Kontiola) – 09:18 | 1–1         |                                        |                                      | Játékvezetők: Kelly Sutherland Marcus Vinnerborg Vonalbírók: Greg Devorski Jesse Wilmot |
| T. Selänne (M. Granlund) – 17:38 | 2–1         |                                        |                                      | Játékvezetők: Kelly Sutherland Marcus Vinnerborg Vonalbírók: Greg Devorski Jesse Wilmot |
| M. Granlund (T. Selänne, K. Timonen) – 25:37 | 3–1         |                                        |                                      |                                                                                         |

| 2014. február 19. 21:00 (18:00) | Kanada (CAN) | 2–1 (1–1, 0–0, 1–0) | Lettország (LAT) | Bolsoj Jégcsarnok, Szocsi Nézőszám: 9825 |

| Jegyzőkönyv | Jegyzőkönyv | Jegyzőkönyv                               | Jegyzőkönyv         | Jegyzőkönyv                                                                |
| --- | ----------- | ----------------------------------------- | ------------------- | -------------------------------------------------------------------------- |
| | Carey Price | Kapusok                                   | Kristers Gudļevskis | Játékvezetők: Tim Peel Jyri Rönn Vonalbírók: Brad Kovachik Sakari Suominen |
| \| P. Sharp (R. Nash) – 13:37 \| 1–0 \| \| \| \| 1–1 \| 15:41 – L. Dārziņš (A. Kulda, J. Sprukts) \| \| S. Weber (D. Doughty, J. Toews) (PP1) – 53:06 \| 2–1 \| \| |             |                                           |                     | Játékvezetők: Tim Peel Jyri Rönn Vonalbírók: Brad Kovachik Sakari Suominen |
| 6 perc | Büntetések  | 6 perc                                    |                     | Játékvezetők: Tim Peel Jyri Rönn Vonalbírók: Brad Kovachik Sakari Suominen |
| 57 | Lövések     | 16                                        |                     | Játékvezetők: Tim Peel Jyri Rönn Vonalbírók: Brad Kovachik Sakari Suominen |
| P. Sharp (R. Nash) – 13:37 | 1–0         |                                           |                     | Játékvezetők: Tim Peel Jyri Rönn Vonalbírók: Brad Kovachik Sakari Suominen |
| | 1–1         | 15:41 – L. Dārziņš (A. Kulda, J. Sprukts) |                     | Játékvezetők: Tim Peel Jyri Rönn Vonalbírók: Brad Kovachik Sakari Suominen |
| S. Weber (D. Doughty, J. Toews) (PP1) – 53:06 | 2–1         |                                           |                     | Játékvezetők: Tim Peel Jyri Rönn Vonalbírók: Brad Kovachik Sakari Suominen |

| 2014. február 19. 21:00 (18:00) | Egyesült Államok (USA) | 5–2 (3–1, 1–0, 1–1) | Csehország (CZE) | Sajba Aréna, Szocsi Nézőszám: 4606 |

| Jegyzőkönyv | Jegyzőkönyv    | Jegyzőkönyv       | Jegyzőkönyv                    | Jegyzőkönyv                                                                            |
| --- | -------------- | ----------------- | ------------------------------ | -------------------------------------------------------------------------------------- |
| | Jonathan Quick | Kapusok           | Ondřej Pavelec Alexander Salák | Játékvezetők: Konsztantyin Olenyin Kevin Pollock Vonalbírók: Derek Amell Ivan Gyedovla |
| \| J. van Riemsdyk (R. Kesler, P. Kane) – 01:39 \| 1–0 \| \| \| \| 1–1 \| 04:31 – A. Hemsky \| \| D. Brown (D. Backes, R. Suter) – 14:38 \| 2–1 \| \| \| D. Backes (R. Suter, R. McDonagh) – 19:58 \| 3–1 \| \| \| Z. Parise (J. Pavelski, R. Suter) – 29:31 \| 4–1 \| \| \| P. Kessel (R. Kesler, K. Shattenkirk) – 42:01 \| 5–1 \| \| \| \| 5–2 \| 53:00 – A. Hemsky \| |                |                   |                                | Játékvezetők: Konsztantyin Olenyin Kevin Pollock Vonalbírók: Derek Amell Ivan Gyedovla |
| 2 perc | Büntetések     | 6 perc            |                                | Játékvezetők: Konsztantyin Olenyin Kevin Pollock Vonalbírók: Derek Amell Ivan Gyedovla |
| 25 | Lövések        | 23                |                                | Játékvezetők: Konsztantyin Olenyin Kevin Pollock Vonalbírók: Derek Amell Ivan Gyedovla |
| J. van Riemsdyk (R. Kesler, P. Kane) – 01:39 | 1–0            |                   |                                | Játékvezetők: Konsztantyin Olenyin Kevin Pollock Vonalbírók: Derek Amell Ivan Gyedovla |
| | 1–1            | 04:31 – A. Hemsky |                                | Játékvezetők: Konsztantyin Olenyin Kevin Pollock Vonalbírók: Derek Amell Ivan Gyedovla |
| D. Brown (D. Backes, R. Suter) – 14:38 | 2–1            |                   |                                | Játékvezetők: Konsztantyin Olenyin Kevin Pollock Vonalbírók: Derek Amell Ivan Gyedovla |
| D. Backes (R. Suter, R. McDonagh) – 19:58 | 3–1            |                   |                                |                                                                                        |
| Z. Parise (J. Pavelski, R. Suter) – 29:31 | 4–1            |                   |                                |                                                                                        |
| P. Kessel (R. Kesler, K. Shattenkirk) – 42:01 | 5–1            |                   |                                |                                                                                        |
| | 5–2            | 53:00 – A. Hemsky |                                |                                                                                        |

### Elődöntők
| 2014. február 21. 16:00 (13:00) | Svédország (SWE) | 2–1 (0–0, 2–1, 0–0) | Finnország (FIN) | Bolsoj Jégcsarnok, Szocsi Nézőszám: 9476 |

| Jegyzőkönyv | Jegyzőkönyv      | Jegyzőkönyv                     | Jegyzőkönyv   | Jegyzőkönyv                                                                       |
| --- | ---------------- | ------------------------------- | ------------- | --------------------------------------------------------------------------------- |
| | Henrik Lundqvist | Kapusok                         | Kari Lehtonen | Játékvezetők: Konsztantyin Olenyin Tim Peel Vonalbírók: Derek Amell Chris Carlson |
| \| \| 0–1 \| 26:17 – O. Jokinen (S. Vatanen) \| \| L. Eriksson (J. Ericsson, N. Bäckström) – 31:39 \| 1–1 \| \| \| E. Karlsson (A. Steen, D. Sedin) (PP1) – 36:26 \| 2–1 \| \| |                  |                                 |               | Játékvezetők: Konsztantyin Olenyin Tim Peel Vonalbírók: Derek Amell Chris Carlson |
| 10 perc | Büntetések       | 4 perc                          |               | Játékvezetők: Konsztantyin Olenyin Tim Peel Vonalbírók: Derek Amell Chris Carlson |
| 25 | Lövések          | 26                              |               | Játékvezetők: Konsztantyin Olenyin Tim Peel Vonalbírók: Derek Amell Chris Carlson |
| | 0–1              | 26:17 – O. Jokinen (S. Vatanen) |               | Játékvezetők: Konsztantyin Olenyin Tim Peel Vonalbírók: Derek Amell Chris Carlson |
| L. Eriksson (J. Ericsson, N. Bäckström) – 31:39 | 1–1              |                                 |               | Játékvezetők: Konsztantyin Olenyin Tim Peel Vonalbírók: Derek Amell Chris Carlson |
| E. Karlsson (A. Steen, D. Sedin) (PP1) – 36:26 | 2–1              |                                 |               | Játékvezetők: Konsztantyin Olenyin Tim Peel Vonalbírók: Derek Amell Chris Carlson |

| 2014. február 21. 21:00 (18:00) | Egyesült Államok (USA) | 0–1 (0–0, 0–1, 0–0) | Kanada (CAN) | Bolsoj Jégcsarnok, Szocsi Nézőszám: 11 172 |

| Jegyzőkönyv                                      | Jegyzőkönyv    | Jegyzőkönyv                      | Jegyzőkönyv | Jegyzőkönyv                                                                       |
| ------------------------------------------------ | -------------- | -------------------------------- | ----------- | --------------------------------------------------------------------------------- |
|                                                  | Jonathan Quick | Kapusok                          | Carey Price | Játékvezetők: Brad Meier Kelly Sutherland Vonalbírók: Ivan Gyedovla Greg Devorski |
| \| \| 0–1 \| 21:41 – J. Benn (J. Bouwmeester) \| |                |                                  |             | Játékvezetők: Brad Meier Kelly Sutherland Vonalbírók: Ivan Gyedovla Greg Devorski |
| 4 perc                                           | Büntetések     | 6 perc                           |             | Játékvezetők: Brad Meier Kelly Sutherland Vonalbírók: Ivan Gyedovla Greg Devorski |
| 31                                               | Lövések        | 37                               |             | Játékvezetők: Brad Meier Kelly Sutherland Vonalbírók: Ivan Gyedovla Greg Devorski |
|                                                  | 0–1            | 21:41 – J. Benn (J. Bouwmeester) |             | Játékvezetők: Brad Meier Kelly Sutherland Vonalbírók: Ivan Gyedovla Greg Devorski |

### Bronzmérkőzés
| 2014. február 22. 19:00 (16:00) | Egyesült Államok (USA) | 0–5 (0–0, 0–2, 0–3) | Finnország (FIN) | Bolsoj Jégcsarnok, Szocsi Nézőszám: 9052 |

| Jegyzőkönyv | Jegyzőkönyv    | Jegyzőkönyv                                           | Jegyzőkönyv | Jegyzőkönyv                                                                         |
| --- | -------------- | ----------------------------------------------------- | ----------- | ----------------------------------------------------------------------------------- |
| | Jonathan Quick | Kapusok                                               | Tuukka Rask | Játékvezetők: Konsztantyin Olenyin Tim Peel Vonalbírók: Chris Carlson Ivan Gyedovla |
| \| \| 0–1 \| 21:27 – T. Selänne (M. Granlund, L. Korpikoski) \| \| \| 0–2 \| 21:38 – J. Jokinen (J. Lehterä, P. Kontiola) \| \| \| 0–3 \| 46:10 – J. Hietanen (T. Ruutu, S. Lepistö) \| \| \| 0–4 \| 49:06 – T. Selänne (M. Granlund, L. Korpikoski) (PP1) \| \| \| 0–5 \| 53:09 – O. Määttä (J. Lehterä, J. Jokinen) (PP1) \| |                |                                                       |             | Játékvezetők: Konsztantyin Olenyin Tim Peel Vonalbírók: Chris Carlson Ivan Gyedovla |
| 12 perc | Büntetések     | 4 perc                                                |             | Játékvezetők: Konsztantyin Olenyin Tim Peel Vonalbírók: Chris Carlson Ivan Gyedovla |
| 27 | Lövések        | 29                                                    |             | Játékvezetők: Konsztantyin Olenyin Tim Peel Vonalbírók: Chris Carlson Ivan Gyedovla |
| | 0–1            | 21:27 – T. Selänne (M. Granlund, L. Korpikoski)       |             | Játékvezetők: Konsztantyin Olenyin Tim Peel Vonalbírók: Chris Carlson Ivan Gyedovla |
| | 0–2            | 21:38 – J. Jokinen (J. Lehterä, P. Kontiola)          |             | Játékvezetők: Konsztantyin Olenyin Tim Peel Vonalbírók: Chris Carlson Ivan Gyedovla |
| | 0–3            | 46:10 – J. Hietanen (T. Ruutu, S. Lepistö)            |             | Játékvezetők: Konsztantyin Olenyin Tim Peel Vonalbírók: Chris Carlson Ivan Gyedovla |
| | 0–4            | 49:06 – T. Selänne (M. Granlund, L. Korpikoski) (PP1) |             |                                                                                     |
| | 0–5            | 53:09 – O. Määttä (J. Lehterä, J. Jokinen) (PP1)      |             |                                                                                     |

### Döntő
| 2014. február 23. 16:00 (13:00) | Svédország (SWE) | 0–3 (0–1, 0–1, 0–1) | Kanada (CAN) | Bolsoj Jégcsarnok, Szocsi Nézőszám: 11 076 |

| Jegyzőkönyv | Jegyzőkönyv      | Jegyzőkönyv                           | Jegyzőkönyv | Jegyzőkönyv                                                                     |
| --- | ---------------- | ------------------------------------- | ----------- | ------------------------------------------------------------------------------- |
| | Henrik Lundqvist | Kapusok                               | Carey Price | Játékvezetők: Brad Meier Kelly Sutherland Vonalbírók: Derek Amell Greg Devorski |
| \| \| 0–1 \| 12:55 – J. Toews (J.Carter, S. Weber) \| \| \| 0–2 \| 35:43 – S. Crosby \| \| \| 0–3 \| 49:04 – C. Kunitz \| |                  |                                       |             | Játékvezetők: Brad Meier Kelly Sutherland Vonalbírók: Derek Amell Greg Devorski |
| 6 perc | Büntetések       | 4 perc                                |             | Játékvezetők: Brad Meier Kelly Sutherland Vonalbírók: Derek Amell Greg Devorski |
| 24 | Lövések          | 36                                    |             | Játékvezetők: Brad Meier Kelly Sutherland Vonalbírók: Derek Amell Greg Devorski |
| | 0–1              | 12:55 – J. Toews (J.Carter, S. Weber) |             | Játékvezetők: Brad Meier Kelly Sutherland Vonalbírók: Derek Amell Greg Devorski |
| | 0–2              | 35:43 – S. Crosby                     |             | Játékvezetők: Brad Meier Kelly Sutherland Vonalbírók: Derek Amell Greg Devorski |
| | 0–3              | 49:04 – C. Kunitz                     |             | Játékvezetők: Brad Meier Kelly Sutherland Vonalbírók: Derek Amell Greg Devorski |

| A 2014. évi téli olimpiai játékok férfi jégkorongtornájának olimpiai bajnoka |
| · KANADA · 9. cím                                                            |
| ---------------------------------------------------------------------------- |

## Végeredmény
A torna végeredménye a Nemzetközi Jégkorongszövetség alapján:
| Hely. | Csapat                 | M | Gy | HGy | HV | V | G+ | G– | Gk  | P  | Végeredmény              |
| ----- | ---------------------- | - | -- | --- | -- | - | -- | -- | --- | -- | ------------------------ |
| 1.    | Kanada (CAN)           | 6 | 5  | 1   | 0  | 0 | 17 | 3  | +14 | 17 | Arany                    |
| 2.    | Svédország (SWE)       | 6 | 5  | 0   | 0  | 1 | 17 | 9  | +8  | 15 | Ezüst                    |
| 3.    | Finnország (FIN)       | 6 | 4  | 0   | 1  | 1 | 24 | 10 | +14 | 13 | Bronz                    |
| 4.    | Egyesült Államok (USA) | 6 | 3  | 1   | 0  | 2 | 20 | 12 | +8  | 11 | 4. helyezett             |
|       |                        |   |    |     |    |   |    |    |     |    |                          |
| 5.    | Oroszország (RUS) (R)  | 5 | 2  | 1   | 1  | 1 | 13 | 8  | +5  | 9  | Kiesett a negyeddöntőben |
| 6.    | Csehország (CZE)       | 5 | 2  | 0   | 0  | 3 | 13 | 15 | −2  | 6  | Kiesett a negyeddöntőben |
| 7.    | Szlovénia (SLO)        | 5 | 2  | 0   | 0  | 3 | 10 | 16 | −6  | 6  | Kiesett a negyeddöntőben |
| 8.    | Lettország (LAT)       | 5 | 1  | 0   | 0  | 4 | 9  | 13 | −4  | 3  | Kiesett a negyeddöntőben |
|       |                        |   |    |     |    |   |    |    |     |    |                          |
| 9.    | Svájc (SUI)            | 4 | 2  | 0   | 0  | 2 | 3  | 4  | −1  | 6  | Kiesett a rájátszásban   |
| 10.   | Ausztria (AUT)         | 4 | 1  | 0   | 0  | 3 | 7  | 19 | −12 | 3  | Kiesett a rájátszásban   |
| 11.   | Szlovákia (SVK)        | 4 | 0  | 0   | 1  | 3 | 5  | 16 | −11 | 1  | Kiesett a rájátszásban   |
| 12.   | Norvégia (NOR)         | 4 | 0  | 0   | 0  | 4 | 3  | 16 | −13 | 0  | Kiesett a rájátszásban   |

## Statisztikák

### Mezőnyjátékosok
| Helyezés | Játékos                  | MSz | G | A | P | B | +/− |
| -------- | ------------------------ | --- | - | - | - | - | --- |
| 1        | Phil Kessel (USA)        | 6   | 5 | 3 | 8 | 4 | +6  |
| 2        | Erik Karlsson (SWE)      | 6   | 4 | 4 | 8 | 0 | +5  |
| 3        | Mikael Granlund (FIN)    | 6   | 3 | 4 | 7 | 4 | +3  |
| 4        | James van Riemsdyk (USA) | 6   | 1 | 6 | 7 | 2 | +7  |
| 5        | Michael Grabner (AUT)    | 4   | 5 | 1 | 6 | 0 | −2  |
| 6        | Drew Doughty (CAN)       | 6   | 4 | 2 | 6 | 0 | +4  |
| 7        | Teemu Selänne (FIN)      | 6   | 4 | 2 | 6 | 4 | +3  |
| 8        | Alekszandr Radulov (RUS) | 5   | 3 | 3 | 6 | 4 | +4  |
| 9        | Shea Weber (CAN)         | 6   | 3 | 3 | 6 | 0 | +5  |
| 10       | Pavel Dacjuk (RUS)       | 5   | 2 | 4 | 6 | 0 | +3  |

Mesterhármast lövők
- Michael Grabner (AUT)
- Phil Kessel (USA)
- Jeff Carter (CAN)